# Vedenia (Ce biserică ciudată)
Vedenia, având ca prim vers Ce biserică ciudată, respectiv precizarea ”Se dedică doamnei Doina Țăndău”, este o poezie de Nichita Stănescu din volumul Operele imperfecte, apărut în 1979.